# Nils Grandelius
Nils Grandelius est un joueur d'échecs suédois né le 3 juin 1993 à Lund. Grand maître international depuis 2010, il a remporté le championnat de Suède en 2015.
Au 1er janvier 2021, Grandelius est le numéro un suédois et le 78e joueur mondial avec un classement Elo de 2 663 points. 
Il a été un des secondants de Magnus Carlsen lors du championnat du monde d'échecs 2016 et du championnat du monde 2018.

## Carrière aux échecs

### Compétitions de jeunes
Dans les catégories jeunes, Grandelius remporta la médaille de bronze au championnat du monde d'échecs de la jeunesse (moins de 18 ans) en 2010 et le titre de champion d'Europe des moins de dix-huit ans en 2011. En 2012, il finit quatrième au départage lors du championnat du monde d'échecs junior à Athènes à égalité de points avec le troisième.

### Tournois internationaux
Nils Grandelius remporta l'open d'Olomouc en 2018. 
Il participe régulièrement au  tournoi Sigeman & Co de Malmö :
- en 2009 : deuxième (sur six joueurs) ;
- en 2010 : 3e-4e (6 joueurs) ;
- en 2011 : cinquième  (6 joueurs) ;
- en 2012 : 3e-4e (huit joueurs) ;
- en 2013 : 1er -3e et troisième au départage (huit joueurs) ;
- en 2014 : 3e-4e (6 joueurs) ;
- en 2017 : covainqueur avec Baadur Jobava ;
- en 2018 : covainqueur avec Vidit Santosh Gujrathi ;
- en 2019 : troisième  (huit joueurs).

Champion de Suède en 2015, il remporte l'open d'Abu Dhabi la même année (2015).
En 2016, il se qualifie pour le tournoi Norway Chess après un tournoi de sélection à deux tours entre quatre joueurs (Grandelius, Hou Yifan, Jon Ludvig Hammer et Aryan Tari).
En 2019, il remporte la médaille d'argent au championnat d'Europe d'échecs individuel, ce qui le qualifie pour la Coupe du monde d'échecs 2019 à Khanty-Mansiïsk où il est battu au premier tour Aleksandr Rakhmanov.
Il participe pour la première fois au tournoi de Wijk aan Zee dans le groupe A (Tata Steel Masters) en 2021, après avoir joué dans le groupe B (Challengers) en 2013, 2017 et 2020.
Lors de la Coupe du monde d'échecs 2021, il est exempt au premier tour grâce à son classement Elo, puis il bat l'Américain Varuzhan Akobian au deuxième tour et perd au troisième tour face à  l'Américain Jeffery Xiong.
| Année | Lieu            | Résultat           | Ultime adversaire   | Adversaires battus                              |
| ----- | --------------- | ------------------ | ------------------- | ----------------------------------------------- |
| 2019  | Khanty-Mansiïsk | premier tour       | Aleksandr Rakhmanov |                                                 |
| 2021  | Sotchi          | troisième tour     | Jeffery Xiong       | Varuzhan Akobian                                |
| 2023  | Bakou           | huitième de finale | Erigaisi Arjun      | Mikhaïl Antipov Bassem Amin Jaime Santos Latasa |

### Compétitions par équipe
Il a représenté la Suède lors de trois olympiades (remplaçant en 2010 et premier échiquier en 2012 et 2014) et de trois championnats d'Europe par équipe (2011, 2013 et 2015).